# Magi på Waverly Place
Magi på Waverly Place (originaltitel Wizards of Waverly Place) är en Emmy-nominerad amerikansk TV-serie för barn och ungdomar. Den sändes på Disney Channel mellan den 12 oktober 2007 till 6 januari 2012. Serien spelades in inför publik och handlar huvudsakligen om Alex Russo och hennes bröder Max och Justin som bor tillsammans med sina föräldrar i New York där de äger en snabbmatsrestaurang som säljer smörgåsar. De verkar vara tre normala tonåringar men är faktiskt trollkarlar under utbildning. Den stora frågan under samtliga fyra säsonger är vem som kommer lyckats bäst och vinna titeln "familjetrollkarl". Det syskonet kommer att få behålla sina krafter medan de andra två förlorar sina. De flesta tror att Justin, som är den av syskonen som studerat mest genom åren, kommer vinna men i slutet blir det ändå Alex som blir familjetrollkarl. Justin får dock också behålla sina krafter då han blir erbjuden platsen som rektor på trollkarlsskolan Wiztech.

## Skådespelare
- Selena Gomez - Alex Russo
- David Henrie - Justin Russo
- Jake T. Austin - Max Russo
- Jennifer Stone - Harper Finkle
- María Canals Barrera - Theresa Russo
- David DeLuise - Jerry Russo
- Bridgit Mendler - Julia Van Heusen
- Ian Abercrombie - Professor Smul
- Dan Benson - Zachary "Zeke" Beakerman
- Bill Chott - Rektor Hershel Laritate
- Moisés Arias - Maxs samvete
- Jeff Garlin - Farbror Kelbo
- Lucy Hale - Miranda Hampson
- Chester Hopkins - Ronald Longcape Jr.
- Hayley Kiyoko - Stevie Nichols
- Paulie Litt - Frankie/Joey
- Bailee Madison - Maxine Russo (Max som flicka)
- China Anne McClain - Tina
- Amanda Tepe - Magdalena
- Hayley Kiyoko - Stevie Nichols
- Leven Rambin - Rosie
- Skyler Samuels - Gertrude "Gigi" Hollingsworth
- Carrie Genzel - Faster Megan
- JD Cullum - Alucard Van Heusen
- Anne Ramsay - Cindy van Heusen
- Frank Pacheco - Felix
- Andy Pessoa - Alfred
- Nick Roux - Chase Riprock
- Brian Kubach - Riley
- Daryl Sabara - T.J. Taylor
- Daniel Samonas - Dean Moriarty
- Gregg Sulkin - Mason Greyback
- Josh Sussman - Gig Antisk
- Cameron Sanders - Nelvis
- McKaley Miller - Taila Robinson

## Svenska röster
- Vendela Palmgren - Alex Russo
- Nick Atkinson - Justin Russo
- Axel Karlsson (säsong 1-2) och Daniel Melén (säsong 3-4) - Max Russo
- Charlott Strandberg - Theresa Russo
- Ole Ornered - Jerry Russo
- Mikaela Ardai Jennefors - Harper Finkle
- Elina Raeder - Julia Van Heusen
- Gunnar Ernblad - Professor Smul
- Niels Pettersson/Eddie Hultén - Zachary "Zeke" Beakerman
- Stephan Karlsén - Rektor (Herr) Hershel Laritate
- Teodor Runsiö - Maxs samvete
- Stephan Karlsén (säsong 1-2) och Dick Eriksson (säsong 2-3) - Farbror Kelbo
- Amanda Renberg - Miranda Hampson
- Alice Sjöberg Brise - Maxine Russo
- Elina Raeder - Gertrude "Gigi" Hollingsworth
- Ewa Fröling - Magdalena
- Daniel Melén - Frankie/Joey
- Oskar Nilsson - T.J. Taylor
- Jesper Adefelt - Dean Moriarty
- Fredrik Lycke - (Herr) Alucard Van Heusen
- Jarinja Thelestam Mark - (Fru) Cindy van Heusen
- Lena Mossegård - Faster Megan
- Gabriel Odenhammar - Gig Antisk
- Leo Hiselius - Mason Greyback
- Paulina Åberg - Rosie
- Jesper Adefelt - Riley

## Säsongslista
| Säsong | Säsong  | Avsnitt | Datum             | Datum             |
| Säsong | Säsong  | Avsnitt | Säsongsstart      | Säsongsavslutning |
| ------ | ------- | ------- | ----------------- | ----------------- |
|        | 1       | 21      | 12 oktober 2007   | 31 augusti 2008   |
|        | 2       | 30      | 12 september 2008 | 22 augusti 2009   |
|        | Film    | Film    | 28 augusti 2009   | 28 augusti 2009   |
|        | 3       | 28      | 9 oktober 2009    | 15 oktober 2010   |
|        | 4       | 27      | 12 november 2010  | 6 januari 2012    |
|        | Special | Special | 15 mars 2013      | 15 mars 2013      |